# UNAMSAT B
UNAMSAT B (auch OSCAR 30 oder UO-30) ist ein mexikanischer Amateurfunksatellit.
Der würfelförmige Satellit mit 23 cm Kantenlänge wurde an der Nationalen Autonomen Universität von Mexiko (UNAM), basierend auf dem Microsat-Satellitenbus der AMSAT, entwickelt und gebaut und am 5. September 1996 mit einer Kosmos-3M-Rakete vom Kosmodrom Plessezk aus gestartet.
Der Satellit war Nachfolger von UNAMSAT-A, der 1995 einen Fehlstart hatte.
Hauptnutzlast ist ein Radar an Bord zur Zählung und Messung der Geschwindigkeit von Meteoren und deren Spur von ionsierter Luft in der Atmosphäre mittels Doppler-Effekt. Die Meteorenspuren streuen bei Meteorscatter-Verbindungen die Funkwellen. Die Resultate dieses Experiments wurden im BBS hinterlegt. Der 10,7 kg schwere Satellit hat einen Digipeater mit fünf Uplinks im 2-Meter-Band und Downlinks im 70-Zentimeter-Band. Die COSPAR-Bezeichnung von OSCAR 30 lautet 1996-052B.